# Cold Aston
Cold Aston är en by och civil parish i Cotswold, Storbritannien. Den ligger i grevskapet Gloucestershire och riksdelen England, i den södra delen av landet, 120 km väster om huvudstaden London. Byn ligger ca 30 km öster om Gloucester vid bergskedjan Cotswolds som är utnämnd till Area of Outstanding Natural Beauty. Parish har 256 invånare (2011).